# Chiến tranh Việt – Xiêm (1771–1773)
Chiến tranh Xiêm - Việt (1771–1773) là một cuộc chiến giữa Vương triều Thonburi nước Xiêm La (Thái Lan ngày nay) dưới thời Vua Taksin và triều đình Chúa Nguyễn ở Đàng Trong nước Đại Việt (Việt Nam ngày nay). Cuộc chiến này cũng có liên quan đến Vương quốc Cao Miên và Hà Tiên trấn, đồng minh cũng như chư hầu của Chúa Nguyễn.

## Bối cảnh

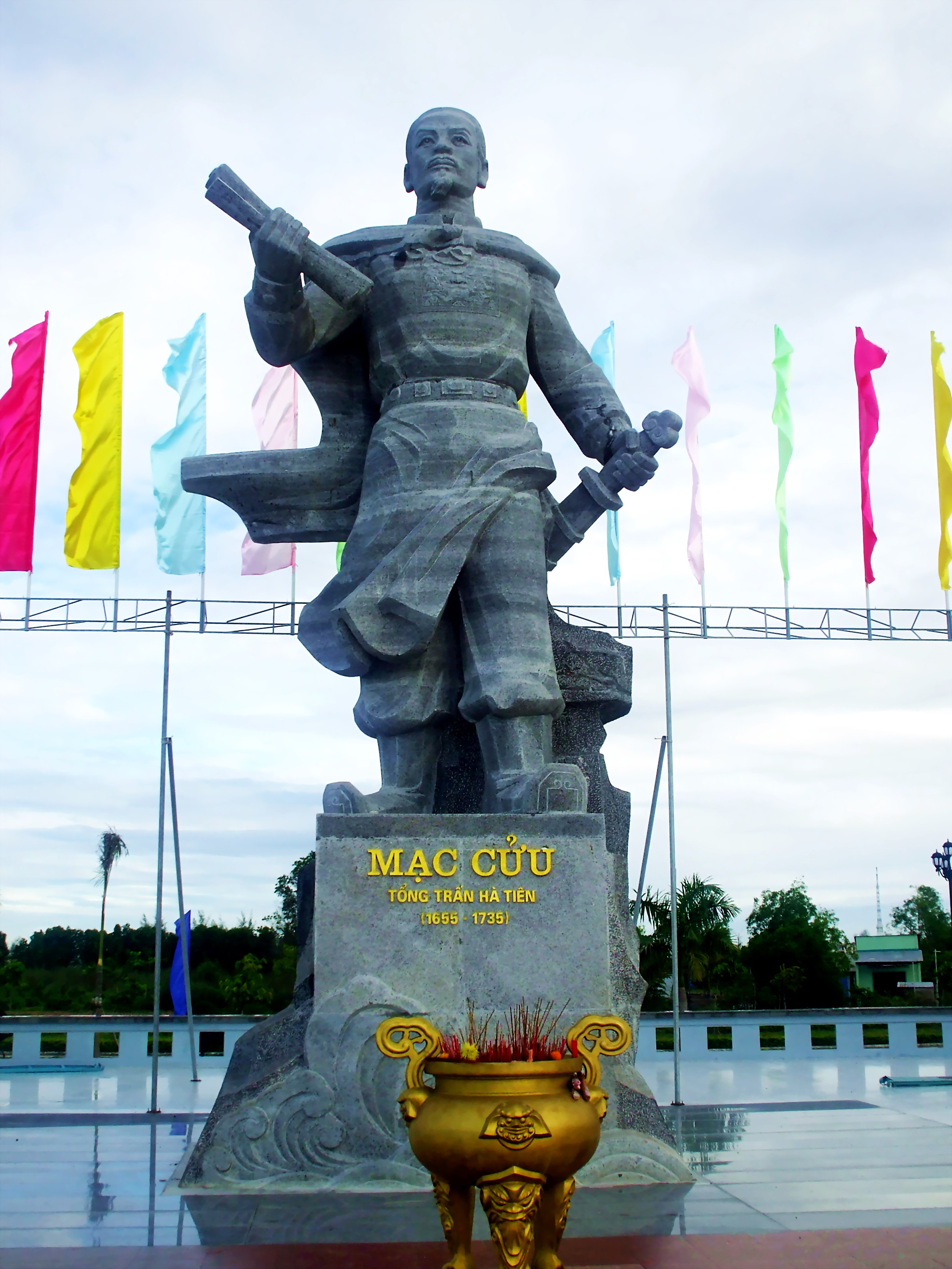
Tượng của Cửu Ngọc hầu Mạc Cửu, người gầy dựng Hà Tiên trấn. Hiện tọa lạc tại thành phố Hà Tiên, tỉnh Kiên Giang, Việt Nam.

Năm 1671, trước cảnh nhà Minh ở Trung Quốc diệt vong, một người Quảng Đông tên là Mạc Cửu (鄚玖) đã giong buồn từ Lôi Châu, Quảng Đông đến định cư ở đất Bantaey Meas (Khmer:បន្ទាយមាស), một vùng lãnh thổ giáp biển nằm ở cực nam xứ Cao Miên khi đó, mà ngày nay là tỉnh Hà Tiên. Từ đó Banteay Maes trở thành một khu định cư của cả người Cao Miên bản địa và các thương nhân Trung Quốc. Mạc Cửu mở một sòng bạc ở địa phương để thu thuế hoa tiêu và dần trở nên giàu có. Danh tiếng vang xa, ông ta được triều đình Cao Miên ban cho chức Ốc nha (Oknha) cai quản địa phương này. Mạc Cửu cùng các thuộc hạ từ đó xây dựng Hà Tiên - Bantaey Meas thành một thị trấn mang phong cách Trung Hoa. Năm 1707, Mạc Cửu cầu phong với Chúa Đàng Trong khi ấy là Nguyễn Phúc Chu và được Đàng Trong phong tước Cửu Ngọc hầu, từ đấy hình thành chính thể Hà Tiên trấn như một chư hầu của xứ Đàng Trong. Năm 1735, Mạc Cửu qua đời, con trai ông là Mạc Thiên Tứ (hay Mạc Sĩ Lân 莫士麟) lên nối nghiệp làm Tổng binh cai quản Hà Tiên. Dưới thời Mạc Thiên Tứ, Hà Tiên vươn lên trở thành trung tâm thương mại và chính trị của bán đảo Đông Dương.

### Nội chiến ở Cao Miên
Năm 1714, Vua Thommo Reachea III (Nặc Ông Thâm) của Cao Miên bị đánh đuổi bởi Hoàng thân Kaev Hua, người được sự trợ giúp của chúa Nguyễn. Nặc Ông Thâm đến xin tị nạn ở vương quốc Ayutthaya nơi ông ta được Vua Thaisa dung dưỡng. Ba năm sau năm 1717, vua Xiêm gửi quân tấn công Cao Miên để phục vị cho Nặc Ông Thâm, dẫn đến cuộc Chiến tranh Việt - Xiêm (1717). Hải quân Xiêm thất trận ở Hà Tiên, trong khi giành chiến thắng trên đất liền. Sau khi nhận được sự thần phục của tân vương Kaev Hua, người Xiêm rút quân nhưng Cao Miên sau đó lại ngả về phía Việt Nam như cũ. Năm 1712, Kaev Hua thoái vị nhường ngôi cho trưởng tử là Satha II (Nặc Ông Tha). Cựu vương Nặc Ông Thâm, người đã sống qua hai thập kỷ ở Ayutthaya, một lần nữa trở về Cao Miên và tái xưng vương năm 1737, đánh đuổi Nặc Ông Tha chạy sang lãnh thổ Đàng Trong. Nặc Ông Thâm làm vua cho đến khi qua đời năm 1747 và quyền kế vị được chuyển cho một hoàng thân tên là Nặc Ông Nhuận tức vua Reameathiptei III. Nặc Ông Tha được quân đội Việt Nam hộ tống về Cao Miên giành lại ngai vàng năm 1748 trong khi Nặc Ông Nhuận lại chạy trốn về Ayutthaya. Vua Borommokot của Ayutthaya vào năm 1749 gửi quân đến Cao Miên trục xuất Nặc Ông Tha. Nặc Ông Tha lại chạy trốn đến Việt Nam và rồi ông ta chết ở đó. Người Xiêm dựng Vương tử Nặc Ông Nguyên, con của Nặc Ông Thâm, lên làm vua, tức là Chey Chettha V. Như vậy trong vòng 3 năm từ 1747 đến 1749, ngôi vua nước Cao Miên đã thay đổi ba lần.
Năm 1757, Đệ nhị vương Nặc Ông Hinh, xảy ra mâu thuẫn với Đệ tam vương Nặc Ông Tôn và hai bên tấn công lẫn nhau. Nặc Ông Tôn bị đánh bại và chạy sang Hà Tiên nương nhờ Mạc Thiên Tứ (Biên niên sử Campuchia gọi ông ta là Neak Preah Sotoat). Nặc Ông Tôn nhận Mạc Thiên Tứ làm nghĩa phụ. Mạc Thiên Tứ sau đó gửi thư lên cho chúa Nguyễn Phúc Khoát xin lập Nặc Ông Tôn làm Cao Miên quốc vương. Rồi quân Hà Tiên hộ tống Nặc Ông Tôn về Cao Miên. Nặc Ông Hinh chiến bại và tử trận. Vua Chey Chettha chạy trốn đến Pursat nơi ông ta qua đời ở đó. Nặc Ông Tôn - ông hoàng thân Việt lên kế vị với vương hiệu Outeyreachea. Ang Non (Nặc Ông Vinh), con trai của Nặc Ông Nguyên và là đồng minh với Nặc Ông Hinh, chạy thoát. A loyal servant happened to secretly open the cage, allowing Ang Non to flee to Ayutthaya in 1758. The new Cao Miên King Nặc Ông Tôn repaid Mạc Thiên Tứ for his supports by ceding five prefectures, including Kampong Som and Kampot in Southern Cao Miên, to Mạc Thiên Tứ. This led to the formation of the territories of the Hà Tiên polity, which was, in turn, under the suzerainty of the Nguyen Lords' regime. The Việt Nam settled on the new territories of the Đồng bằng sông Cửu Long and maintained military garrisons at Long Hồ, Sa Đéc and Châu Đốc.

### Thonburi, Hà Tiên và Mãn Thanh
Thời kỳ Hậu Ayutthaya trong lịch sử Thái Lan (1688 - 1767) chứng kiến làn sóng di dân ồ ạt của người Triều Châu từ vùng Quảng Đông đến định cư ở các thị trấn ven biển của Xiêm quốc, trong đó đáng chú ý nhất là cộng đồng ở Bang Plasoi và Chanthaburi. Tháng giêng năm 1767, tức là chỉ ba tháng trước ngày sụp đổ của Ayutthaya, Phraya Tak, một vị tướng Xiêm có gốc gác Triều Châu (tên khai sinh là Trịnh Chiêu - 鄭昭 hay Trịnh Tân - 鄭信, đã mang theo lực lượng ít ỏi của mình đột phá vòng vây của quân đội Miến Điện để tẩu thoát đến Chanthaburi. Vị vương tử Cao Miên lưu vong năm xưa, Nặc Ông Vinh cũng gia nhập vào lực lượng của Phraya Tak và trở thành một trong số những tùy tùng của Phraya Tak từ nhưng ngày đầu khởi nghiệp. Tháng 6 năm 1767, Phraya Tak đã lấy được Chanthaburi, một đô thị lớn của người Triều Châu và lập căn cứ ở đó. Lãnh chúa Chanthaburi là Pu Lan đào tẩu đến Hà Tiên.
Ayutthaya thất thủ vào tháng 4 năm 1767, hầu hết các thành viên hoàng tộc đều bị bắt giải về quốc đô Miến Điện. Chỉ có một số ít hoàng thân quốc thích trốn thoát, trong đó bao gồm ông hoàng Chao Sisang (tiếng Thái: เจ้าศรีสังข์) hay Chiêu Xỉ Xoang, con trai của cố Thái tử Thammathibet, đã chạy đến tị nạn ở Bang Plasoi nơi ông ta dựa vào sự giúp đỡ của những nhà truyền giáo người Pháp. Các nhà truyền giáo người Pháp đã dẫn ông hoàng này theo họ đến Hà Tiên và sau đó là Oudong thuộc Cao Miên. Một hoàng thân khác là Chao Chui (tiếng Thái: เจ้าจุ้ย) hay Chiêu Thúy, cháu nội của vua Thai Sa, thì trực tiếp đến Hà Tiên nương nhờ Mạc Thiên Tứ. Phraya Tak viết thư cho Mạc Thiên Tứ, yêu cầu ông ta giao trả các hoàng thân Ayutthaya. Mạc Thiên Tứ, người có mưu đồ giữ lại những ông hoàng lưu vong này làm con hời chính trị của mình, đã thẳng thừng từ chối. Sau đó lại nảy sinh xung đột giữa chính quyền Hà Tiên với các thương nhân và cướp biển người Triều Châu cư ngụ ở bờ biển phía đông Vịnh Xiêm. Khoảng năm 1769 hoặc 1770, Mạc Thiên Tứ đã hai lần phái quân tấn công Chanthaburi và Trat. Biên niên sử Cao Miên ghi nhận rằng quân đội Hà Tiên đã thất bại thảm hại trước quân Xiêm ở Chanthaburi.
Một trong những việc đầu tiên sau khi Phraya Tak đăng cơ xưng vương vào tháng 12 năm 1767 (tức là vua Taksin), là phái sứ bộ đến Quảng Châu cầu phong với vua Càn Long của nhà Thanh. Mục đích của việc cầu phong là đảm bảo tính hợp pháp tương đối của ông so với các đối thủ khác đang cát cứ ở các tỉnh trong nước và tìm kiếm nguồn lại từ các giao dịch béo bở với triều đình Trung Quốc. Thời điểm này, Taksin lần đầu tiên xuất hiện trong các ghi chép của Trung Quốc với tên gọi là Cam Ân Sắc (甘恩敕). . Triều đình Bắc Kinh đã cử Trịnh Duệ đến Hà Tiên hỏi thăm về tình hình nước Xiêm. Tháng 12 năm 1768, Trịnh Duệ đến Hà Tiên và được báo cáo về những hoạt động thiết lập quyền lực của Phraya Tak ở nước Xiêm. Trịnh Duệ trong dịp này cũng đã hội kiến với Vương tôn Chiêu Thúy ở Hà Tiên. Mạc Thiên Tứ cũng sai sứ đến Lưỡng Quảng thông báo với triều đình nhà Thanh về việc các hoàng thân Ayutthaya, hậu duệ của nhà Ban Phlu Luang mới sụp đổ, đang ở cùng ông ta tại Hà Tiên.  Triều đình Bắc Kinh từ chối phong cho Taksin làm Xiêm La quốc vương với lý do hậu duệ của tiền triều vẫn còn, đồng thời yêu cầu Taksin hãy tôn lập hậu duệ vua cũ lên ngôi thay vì tự ý hoán vị. Năm 1771, vì Trung Quốc vì Miến Điện đang sa lầy vào cuộc Chiến tranh Thanh – Miến, Taksin đã gửi những người tù binh Miến Điện mà mình bắt được đến Trung Quốc để thuyết phục Bắc Kinh rằng cả Thanh và Xiêm đều có chung kẻ thù - Miến Điện.

### Xiêm xâm lược Cao Miên (1769)
Trong năm 1769, Vua Taksin nhà Thonburi gửi một bức thư đến cho Nặc Ông Tôn - Quốc vương Cao Miên đang thần phục Đàng Trong, yêu cầu ông này xưng thần với Xiêm và cống nạp cây vàng cây bạc theo nghi lễ dành cho bậc chư hầu triều cống tông chủ. Nặc Ông Tôn từ chối với lý do Taksin là kẻ tiếm quyền và là người Trung Quốc. Taksin nổi cơn thịnh nộ, quyết định cất quân thảo phạt Cai Miên để phế truất Nặc Ông Tôn và đưa ông hoàng thân Xiêm là Ang Non (Nặc Ông Nộn) lên thay. Các đạo quân Xiêm bao gồm;
- Phraya (Hầu tước) Aphai Ronnarit Thongduang (Vua Rama I sau này) cùng em trai là Phraya (Hầu tước) Anuchit Racha Boonma (sau là Hoàng thái đệ Surasinghanat) dẫn 2000 quân[8] tiến vào miền bắc Cao Miên theo ngả Nakhon Ratchasima.[2]
- Phraya (Hầu tước) Kosa tên là Trần Liên tiến đánh tây Cao Miên qua ngả Prachinburi.

Từ Nakhon Ratchasima, Hầu tước Aphai Ronnarit và Hầu tước Anuchit Racha dẫn quân Xiêm vượt qua núi Dangrek, tấn công và chiếm được tỉnh Siemreap. Oknha Kralahom Pang, tướng chỉ huy quân Cao Miên bị giết trong trận chiến ấy. Hầu tước Kosa Trần Liên thì lấy được Battambang. Vua Nặc Ông Tôn liền đích thân dẫn hạm đội Cao Miên đối đầu với quân Xiêm xâm lược. Hai vị chỉ huy Xiêm tập hợp hạm đội Xiêm để chiến đấu với quân Cao Miên ở Biển Hồ Tonle Sap.

Chiến dịch này diễn ra mà không có sự tham gia của vua Taksin, vì khi đó ông đang bận việc đánh dẹp lực lượng của sứ quân vùng Nakhon Si Thammarat ở miền Nam Xiêm. Tuy nhiên, có tin đồn đến tai quân Xiêm ở Cao Miên rằng, vua Taksin đã tử trận tại Nakhon Si Thammarat. Vì thế Hầu tước Aphai Ronnarit và Hầu tước Anuchit Racha quyết định rút lui khỏi Cao Miên để quay về Thonburi. Tuy nhiên, họ sớm nhận ra rằng lời đồn là không đúng sự thật và Taksin vẫn còn sống. Trần Liên cũng rút quân khỏi Cao Miên và thông báo cho vua về việc rút lui sớm của hai vị chỉ huy. Anuchit Racha giải thích với vua Taksin rằng, do tin đồn, ông phải rút lui để trở về ngăn chặn thành Thonburi khỏi rơi vào hỗn loạn. Vua Taksin hài lòng với lời giải thích này và khen ngợi Anuchit Racha vì lòng trung thành của ông. Cao Miên sau đó thoát khỏi sự chiếm đóng của Xiêm và vẫn nằm dưới ảnh hưởng của Việt Nam trong một thời gian ngắn.

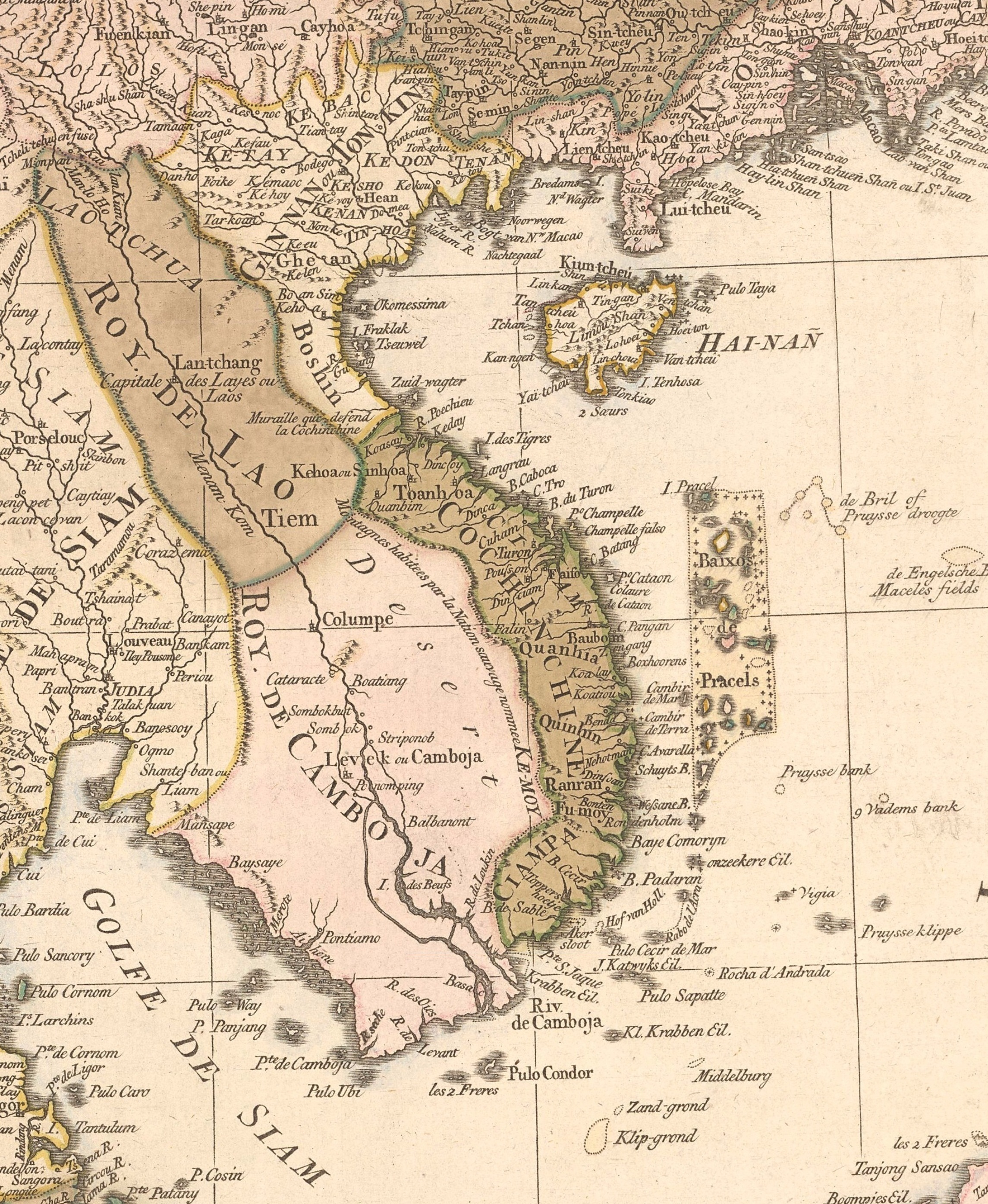
Bản đồ Đàng Trong những năm 1760

## Chiến dịch

### Sự chuẩn bị của người Xiêm
Năm 1771, vua Taksin tiếp tục kế hoạch xâm lược Cao Miên. Mục tiêu là lùng bắt hai vị vương tử Chiêu Xỉ Xong và Chiêu Thúy, đồng thời đưa Nặc Ông Nộn làm vua Cao Miên lên làm vua mới, thay thế vua Nặc Ông Tôn thân Việt. Taksin muốn chiếm Hà Tiên vì đây là một cảng thịnh vượng và có thể trở thành đối thủ của Xiêm trong tương lai. Taksin ra lệnh cho quân Xiêm xâm lược Cao Miên và Hà Tiên như sau:
- Hầu tước Yommaraj Thongduang (Vua Rama I sau này) dẫn 10.000 quân, hộ tống ông hoàng Nặc Ông Nộn, xâm lược Cao Miên bằng đường bộ qua Battambang và Pursat để tấn công Oudong.
- Đích thân vua Taksin chỉ huy hải quân để tấn công Hà Tiên, với Hầu tước Phraya Phiphit Trần Liên (陳聯, các nguồn tiếng Việt gọi là Trần Liên[10]) giữ quyền Phrakhlang tức Đô đốc hải quân và tướng Trung Quốc là Phraya Phichai Aisawan (bổn danh Dương Tiến Tông,[6] 楊進宗) là tiên phong.[6] Hải quân Xiêm có khoảng 15.000 binh lính và 400 tàu chiến[10] hoặc chiến thuyền.

### Xiêm xâm lược Hà Tiên
Vua Xiêm và các tướng khởi hành từ Paknam vào ngày 3 tháng 11 năm 1771. Quân Xiêm tuyên bố mục tiêu của cuộc chinh phạt là trừng trị Mạc Thiên Tứ (sử Xiêm gọi ông là Nak Phra Sothat) vì tội chiêu mộ các thường dân thành lập quân lữ và xâm phạm hai tỉnh Chattanburi (Trạch Vấn) và Trat thuộc chủ quyền nước Xiêm để bắt bớ dân chúng một cách vô cớ.
Taksin dừng quân tại Chanthaburi, và lệnh cho Trần Liên cùng Duơng Tiến Tông tiến quân đến Kampong Som. Trần Liên nhanh chóng tiến chiếm Kampong Som. Nhận được tin thắng trận, Taksin mới dẫn hạm đội từ Kampong Som thẳng đến Hà Tiên và đến nơi vào ngày 14 tháng 11. Ông đóng quân trên ngọn núi Tô Châu, đồng thời chuẩn bị sẵn dác đại bác nã vào thành nội. Taksin lại sai Chaophraya Chakri Mud chỉ huy hải quân, và cho đòi Hầu tước Phichai Aisawan Yang Jinzong viết một bức thư cho Mạc Thiên Tứ, yêu cầu ông ta đưa ra quyết định: chiến hay hàng. Theo Biên niên sử Thái Lan thì Mạc Thiên Tứ hồi đáp rằng ông cần ba ngày để đưa ra quyết địnhs. Tuy nhiên, Tứ vẫn im lặng khi thời hạn đã hết, bởi vì ông ta có một mưu tính khác, là lợi dụng sự trì hoãn này để chờ đợi quân chúa Nguyễn đến cứu viện. Nhưng Điều khiển Gia Định là Nguyễn Cửu Khôi cho rằng năm trước Hà Tiên đã từng báo cáo thông tin sai lệch, nên ngồi im không cứu.
Họ Mạc từ sau thất bại ở Trạch Vấn thì số người chết rất nhiều, quân dân còn lại rất thưa thớt. Mạc Thiên Tứ chỉ còn cách tận dụng 2000 binh trong tay để cố thủ. Ông sai con thứ hai là Mạc Tử Dung chỉ huy quân cánh trái, con thứ ba Mạc Tử Thảng chỉ huy chiến thuyền trấn giữ bến cảng. Trước đối thủ quá áp đảo về số lượng, quân Hà Tiên dần núng thế, đến nỗi "một người phải làm việc của mười người".
Đêm ngày 16 tháng 11, khi thời hạn đã hết, quân Xiêm cho phóng hỏa đốt kho thuốc sùng, rồi theo cả hai đường thủy bộ ập vào thành. Quân Mạc chống trả rất oanh liệt, song không thể kháng cự nổi hỏa lực của quân Xiêm. Nhờ có nội ứng từ trước, quân Xiêm nhân lúc Mạc Thiên Tứ giao chiến bên ngoài mà dùng một cánh quân khác ùa vào thành nội, nơi trú ngụ của gia quyến họ Mạc. Đến khi trời sáng, Mạc Thiên Tứ quay quân về cứu thì đã rơi vào tình trạng lưỡng bề thọ địch. Mạc Thiên Tứ có ý tử chiến, nhưng quan Hữu bộ dưới quyền đã lừa ông lên một chiếc thuyền giong thẳng về Châu Đốc. Vị quan chủ bộ này được Gia Định thành thông chí chép là Cai đội Đức Nghiệp hầu.
Theo gia phả họ Mạc, trên đường chạy trốn, khói đạn cuộn mù mịt, vả lại quanh đường đêu là một dải ven biên, không dùng thuyền thì không thể vượt thoát được ra ngoài, vì thế con cái, thê thiếp của Mạc Thiên Tứ hơn 10 người đều bị hại, còn dân chúng thì bị chết đuối hay dẫm đạp lên nhau mà chết rất nhiều. Ba công tử lớn trốn thoát ra vùng đất thuộc Ngũ Dinh. Trong khi đó viên quan điều hộ là Hiệu điềm Cai đội Vũ Tín hầu hộ vệ thuyền của ông đi thẳng về Gia Định.
Trong khi đó ba người con trai của ông là Hiệp trấn Mạc Tử Hoàng, Chưởng quân Thắng thủy Mạc Tử Thảng và Tham tướng Mạc Tử Dung cũng đi tị nạn ở Kiên Giang dưới sự bảo hộ của người Việt.
Ông hoàng Chiêu Thúy của Ayutthaya, đã bị bắt bởi lực lượng nhà Thonburi trên đường bỏ trốn, và trong số tù binh còn có 2 người con gái của Mạc Thiên Tứ. Vua Taksin bèn bổ nhiệm Hầu tước Phiphit (Trần Liên) làm Trấn thủ Hà Tiên with the title of Phraya Rachasetthi. Còn Hầu tước Phichai Aisawan (Dương Tiến Tông) được chọn để kế nhiệm Trần Liên giữ chức  Phrakhlang.

### Xiêm xâm lược Cao Miên
Hầu tước Yommaraj Thongduang rời Thonburi vào tháng 10 năm 1771 và tiến quân vào Cao Miên qua ngả Prachinburi. Yommaraj quét qua các thành Battambang, Pursat và Baribour trước khi kéo đến Oudong. Khi quân Xiêm tiến đến Oudong, vua Nặc Ông Tôn được Mạc Thiên Tứ báo tin rằng Hà Tiên đã thất thủ. Nặc Ông Tôn cùng gia đình mình và ông hoàng Chiêu Xỉ Xong quyết định xuống thuyền xuôi dòng Trolong Khoas để đi lánh nạn đến một địa điểm gần Ba Phnum. Rồi sau đó vua Cao Miên lại đi từ Trolong Khoas đến Baria (nay là Châu Thành, Đồng Tháp) nuơng nhờ người Việt, trong khi dân chúng Cao Miên ở lại Ba Phnum kháng chiến với sự hỗ trợ của Oknha Yumreach Tol (Ốc nha Nhẫm Lạch Tối). Yommaraj và Ang Non tiến lên đánh chiếm Oudong và Phnom Penh.
Sau khi bình định Hà Tiên, Vua Taksin cất quân tiến về phía tây vào ngày 20 tháng 11 hòng bắt Mạc Thiên Tứ. Băng qua những khu rừng rậm Cao Miên, Taksin cuối cùng cũng đến được Phnom Penh vào ngày 27 tháng 11, nơi ông được Chaophraya Chakri Mud cho biết rằng Oudong đã rơi vào tay quân Xiêm và Nặc Ông Tôn đã chạy trốn đến Ba Phnum. Taksin sau đó dẫn quân về phía Ba Phnum nhằm truy đuổi vua Cao Miên. Quân Xiêm tiến đến khu đồn trại bàng gỗ của dân chúng Cao Miên gần Ba Phnum. Taksin ra lệnh cho Chakri Mud tấn công, đánh bại và giải tán lực lượng tự vệ Cao Miên. Nhiều người Cao Miên bị bắt làm tù binh. Taksin và quân đội của ông sau đó trở về Phnom Penh.
Nặc Ông Nộn từ Oudong đến yết kiến Taksin ở Phnom Penh. Taksin sau đó tấn phong Nặc Ông Nộn làm Cao Miên quốc vương và giao cho Phraya Yommaraj làm Bảo hộ ở lại kềm kẹp Nặc Ông Nộn đồng thời phụ trách công việc ở Cao Miên. Người Cao Miên bị bắt ở Ba Phnum được trao trả về Phnôm Pênh và Oudong. Vua Xiêm còn giao cho Chaophraya Chakri Mud nhiệm vụ bình định Đồng bằng sông Cửu Long và tìm ra Mạc Thiên Tứ. Taksin trở lại Hà Tiên vào ngày 9 tháng 12.
Mạc Thiên Tứ ở Châu Đốc yêu cầu sự hỗ trợ quân sự từ Tống Phước Hiệp - đại tướng của chúa Nguyễn đang giữ Long Hồ. Chaophraya Chakri Mud dẫn quân Xiêm tấn công Châu Đốc theo đường Sông Bassac, dẫn đến Trận Châu Đốc. Tống Phước Hiệp đẩy lui được cuộc tấn công của quân Xiêm vào Châu Đốc. Quân Xiêm thiệt hại 300 người nhân mạng và năm hoặc tám thuyền chiến và phải bỏ thuyền, rút lui trên đất liền.
Khi Vua Taksin nhận được tin quân Miến Điện ở phía bắc đang rục rịch tấn công, ông quyết định quay trở lại Thonburi. Ông cấp đạn dược và gạo cho Trần Liên ở Hà Tiên và Nặc Ông Nộn ở Oudong nhằm duy trì vị thế tông chủ của Xiêm ở Cao Miên. Taksin rời Hà Tiên vào ngày 24 tháng 12 năm 1771 cùng với tù binh là một số thành viên họ Mạc và các tù nhân chính trị khác như ông hoàng Chiêu Thúy và Phổ Lan, sứ quân Chanthaburi chạy sang lưu vong ở Hà Tiên năm trước. Xa giá của nhà vua về Thonburi vào ngày 13 tháng 1 năm 1772. Chiêu Thúy sau đó bị xử tử tại Thonburi.

### Cuộc phản công của quân Việt
Sau khi chiếm xong trấn thành Hà Tiên, quân Xiêm thừa thắng kéo đến dinh Long Hồ thì gặp tướng của chúa Nguyễn là Kính Thận hầu Tống Phước Hiệp đang trên đường dẫn quân chi viện cho Hà Tiên. Phước Hiệp cho an trí Mạc Thiên Tứ đến dinh Long Hồ, rồi đem thuyền hải đạo vọt tới Châu Đốc. Hai phe Xiêm - Việt dàn trận ở sông Châu Đốc, quân Xiêm chạy lộn vào ngách sông cụt, bị quân chúa Nguyễn dồn đánh, thiệt hại 300 nhân mạng và 5 chiếc thuyền. Trần Liên chạy về thành Hà Tiên cố thủ. Một cánh quân Xiêm khác xâm nhập đạo Đông Khẩu cũng bị quân của Cai đội Nhân Thành hầu Nguyễn Hữu Nhân đón đánh ở đồn Cương Thành.. Quân Xiêm phải từ bỏ ý định xâm chiếm Gia Đình.
Nhưng đất Hà Tiên vẫn còn bị người Xiêm chiếm giữ. Vua Trịnh Quốc Anh bèn lưu Trần Liên ở lại giữ Hà Tiên, rồi tự đem quân thẳng sang Chân Lạp, Nặc Tôn bỏ chạy. Vua Xiêm vào thành Nam Vang (PhnomPenh), lập Nặc Vinh làm Cao Miên quốc vương.
Mạc Thiên Tứ sau khi vào Sài Gòn thì dâng biểu xin triều đình chúa Nguyễn trừng phạt cho mình. Triều đình Phú Xuân có lệnh "tha tội" cho họ Mạc, lại cung cấp tiền bạc và lương thực cho ông. Mạc Thiên Tứ lại bí mật gửi một tấu thỉnh khác và sai thuộc hạ là Ngũ trưởng Huân đem dâng chúa Nguyễn, trong tờ tấu có ý chỉ trích Tống Văn Khôi không chịu cứu viện mới khiến Hà Tiên thất thủ. Chúa Nguyễn bèn giáng Khôi làm Cai đội, và triệu quan Tham mưu Nguyễn Thừa Mân về triều, lấy Đàm Ân hầu Nguyễn Cửu Đàm lên thay làm Điều khiển Gia Định.. Ngoài ra ông cũng viết một bức thư báo cáo thất bại của mình gửi cho Tổng đốc Lưỡng Quảng Lý Thị Nghiêu, song triều đình nhà Thanh không có động thái gì rõ rệt.
Tháng 6 năm 1772, Nguyễn Cửu Đàm tập hợp 1 vạn quân bộ cùng 20 thuyền, chia làm ba đường phản công quân Xiêm: đích thân ông ta dẫn chính binh theo đường Tiền Giang tiến lên Nam Vang, cùng Cai bạ dinh Long Hồ là Nguyễn Khoa Thuyên tiến theo đường Kiên Giang; Lưu thủ Tống Phước Hiệp theo đường Hậu Giang tiến đóng giữ Châu Đốc để tiếp ứng cho hai cánh quân trên. Quân Nguyễn dùng người Chân Lạp là Oknha Yumreach Tol (Ốc nha Nhẫm Lạch Tối) chỉ đường, tiến đến Nam Vang đánh phá được quân Xiêm. Vua Xiêm chạy sang Hà Tiên, còn Nặc Vinh chạy qua Cần Bột. Quân Nguyễn thu phục Nam Vang và La Bích, đưa Nặc Tôn về nắm lại ngai vàng. Nguyễn Cửu Đàm thu quân về dinh, đắp lũy Tân Hoa kéo dài 15 dặm bao quanh đồn dinh, chắn ngang đường bộ đề phòng bất trắc. Vua Xiêm bèn để Trần Liên giữ Hà Tiên, còn mình bắt theo con gái Mạc Thiên Tứ và Chiêu Thúy đem về kinh đô, rồi giết Chiêu Thúy.

### Giảng hòa
Đến giữa năm 1772, quân Việt đã thu phục cả Phnom Penh và Oudong, đưa Nặc Tôn trở lại ngai vàng, nhưng các vùng đất phía tây Kampot, Kampong Som và Bati vẫn nằm trong tay Nặc Vinh dưới sự bảo trợ của người Xiêm. Mùa xuân năm 1773, Mạc Thiên Tứ sai Xá nhân là Mạc Tú đi sứ sang Xiêm dâng đồ lễ cầu hòa. Trịnh Quốc Anh mừng, trả lại các tù binh gồm người thiếp thứ 4 và đứa con gái mới 4 tuổi của Mạc Thiên Tứ, và triệu Trần Liên về nước. Tuy nhiên Trần Liên cũng cưỡng ép rất nhiều cư dân Hà Tiên phải theo mình về Xiêm, khiến thành Hà Tiên trở nên tan hoang, quốc lực họ Mạc sau năm 1773 vì thế suy yếu đi rõ rệt.
Việc đàm phán giảng hòa giữa Thiên Tứ và vua Taksin (Trịnh Quốc Anh) cũng còn được ghi trong những nguồn tư liệu của Campuchia. Theo Leclère, sau năm 1771, Mạc Thiên Tứ không còn tự xưng là Vua Campuchia nữa, và với sự chấp thuận của Trịnh Quốc Anh, các bà vợ và người con gái 4 tuổi của ông đang bị giữ ở Bangkok được đưa về Peam (tức Hà Tiên) để đổi lấy ông hoàng Xiêm (Chao Si Xoang) mà vua Ang Tong từ chối không giao trả. Ông hoàng này bị xử tử ngay khi vừa trở về đến Xiêm La.
Về sự việc này, biên niên sử Thái Lan ghi nhận
| “ | Hoàng thượng cho rằng Banteay Meas (Hà Tiên) xa xôi trơ trọi, giữ cũng vô ích. Bèn ban dụ triệu hồi Phraya Rấchetthi về kinh đô, chỉ đóng giữ ba xứ Kampot, Battambang và Siem Reap mà thôi | ” |

.
Mặc dù quân Xiêm đã rút nhưng thứ họ đem theo mà tất cả của cải ở trấn. Trong khi thứ để lại cho họ Mạc chỉ là hệ thống thành lũy nhà cửa đã bị phá hủy sạch và trở thành bãi đất hoang. Điều này đã gây ra sự đả kích rất lớn cho Mạc Thiên Tứ. Sau trận này, ông vẫn ở lại Trấn Giang ít khi về lại Hà Tiên, và cử người con trai cả là Mạc Tử Hoàng vào Hà Tiên để sửa sang thành quách.
Theo sử gia Tạ Chí Đại Trường, chính tham vọng của Mạc Thiên Tứ đã khiến cho vùng Hà Tiên phải lâm vào cảnh chiến tranh với Xiêm, ảnh hưởng đến tình trạng sản xuất của một vùng vốn được coi là "vựa lúa của quốc gia".

## Hậu quả

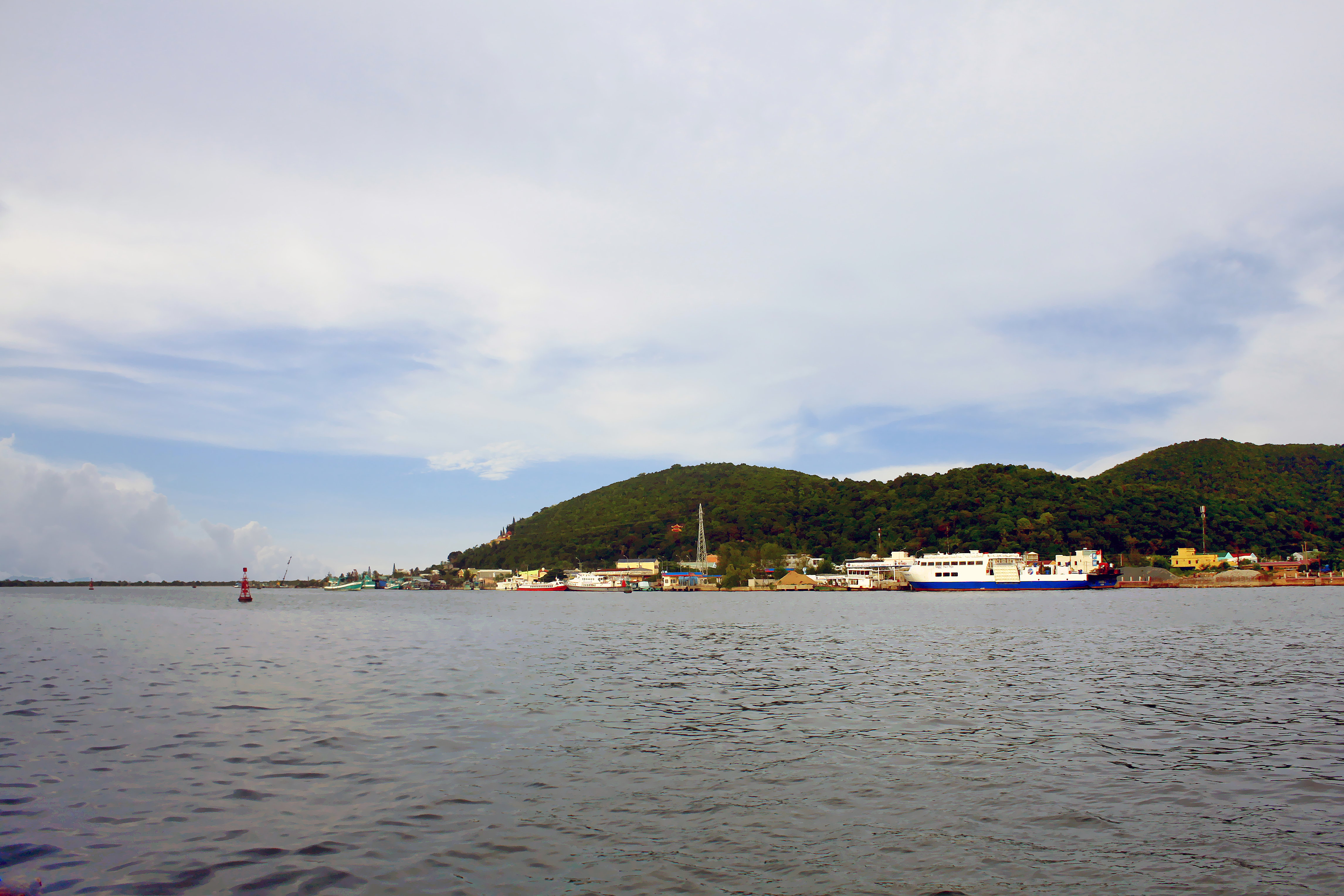
Núi Tô Châu, Hà Tiên.

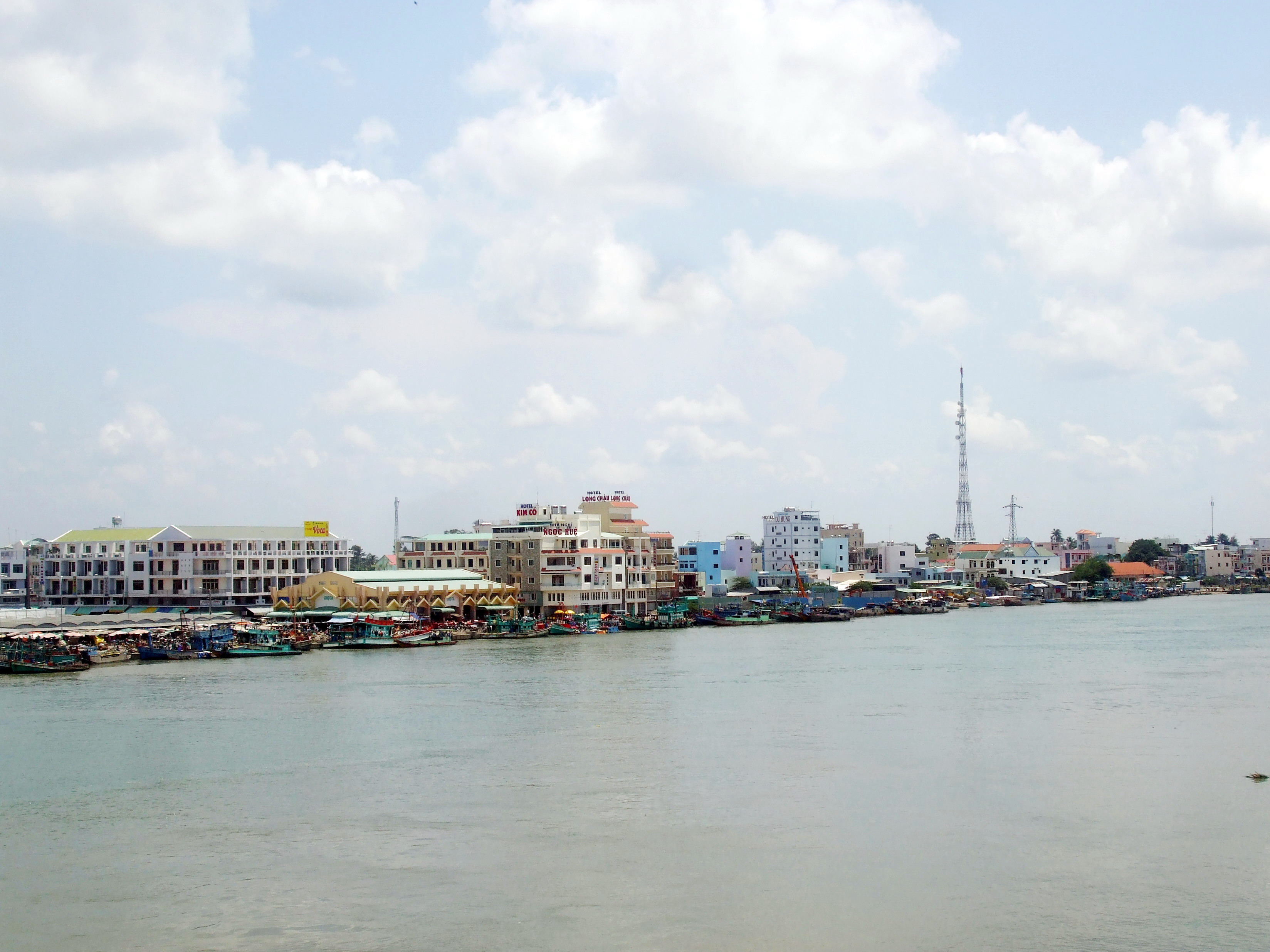
Một phần phố thị Hà Tiên (Kiên Giang, Việt Nam) hiện nay.

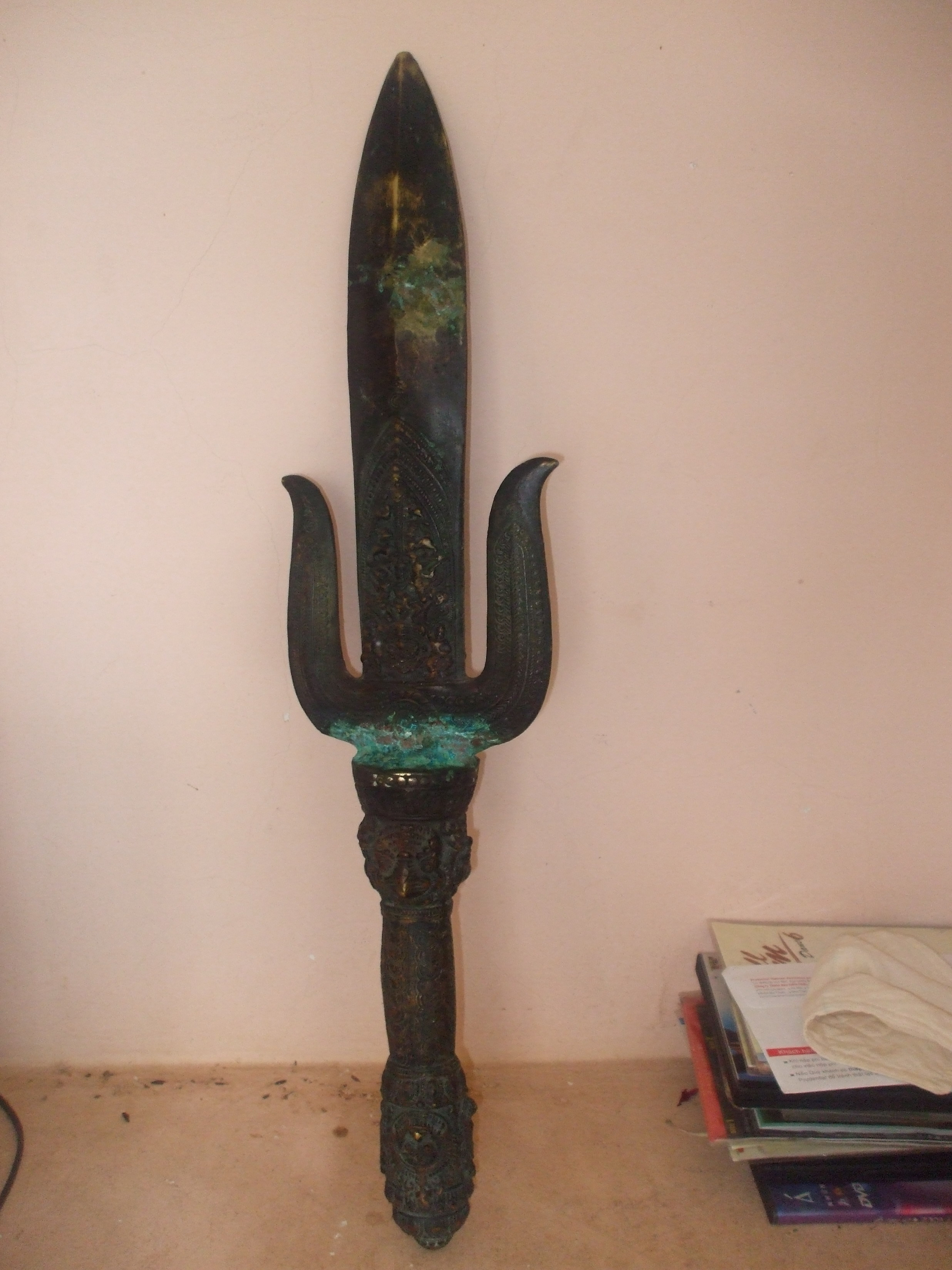
Thanh gươm gãy của một võ tướng Xiêm, được tìm thấy ở Hà Tiên.

Trích ký sự của Alexander Hamilton:
Trong năm 1771, vua Xiêm đã gây chiến với lân bang với đạo quân gồm 50.000 người đi đường bộ và 20.000 người đi đường biển...Khi lục quân và hải quân Xiêm đe dọa Campuchia, nhà vua nước này biết không thể đương đầu được với người Xiêm, bèn ra lệnh cho dân chúng sống dọc biên giới phải tản cư về kinh thành, đồng thời hủy hoại mọi thứ mà họ không mang theo được...Ngay sau đó, nhà vua cho người đi cầu viện nhà vua xứ Đàng Trong, xin nhà vua này tham chiến và che chở cho ông. Việc ấy, được người Việt Nam chấp nhận với điều kiện là nước Campuchia trở thành thuộc quốc của xứ Đàng Trong. Mọi việc liền được thỏa thuận và nhà vua Campuchia đã tiếp nhận một đạo quân gồm có 5.000 người tham chiến trên bộ và 3.000 thủy binh cùng nhiều chiến thuyền có trang bị đầy đủ.
Cánh quân đi đường bộ của Xiêm, khi mới xâm nhập biên giới Campuchia đã nhận thấy đây đó vắng lặng, họ bắt đầu hoang mang, thất vọng… Thiếu thực phẩm, họ buộc phải giết lần hồi tất cả các súc vật dùng để kéo xe hay chuyển vận: cả voi lẫn ngựa...Bệnh dịch tả và bệnh sốt rét cũng hoành hành trong quân ngũ. Chỉ trong vòng hai tháng rưỡi, quân số bộ binh của Xiêm chỉ còn lại một nủa...
Còn cánh thủy binh của Xiêm vào thành Hà Tiên trên những chiếc thuyền nhỏ chỉ nhằm cướp bóc và đốt phá thị trấn này. Việc ấy đã được họ thực hiện xong, chỉ kể riêng món ngà voi mà họ đốt bỏ đã trên hai trăm tấn. Còn những chiếc thuyền lớn và ghe nhỏ của họ thì chở đầy ắp đồ vật cướp được…Người Việt Nam nắm chắc tình thế thuận lợi đã tấn công chớp nhoáng vào những tàu lớn, đốt một số chiếc, đồng thời lùa một số chiếc lên cạn. Trong lúc đó, đa số thuyền nhỏ của Xiêm bị mắc kẹt trong lòng sông hẹp dẫn vào thị trấn, và không thể quay ra tiếp cứu cho các tàu to…Người Việt Nam sau khi kết thúc chiến trận này bèn rút lui. Họ không cố ý kéo dài cuộc chiến đối đầu với một lực lượng hải quân nhiều hơn gấp bội.
Năm 1772, tôi (A. Hamilton) vẫn còn thấy nhiều xác tàu đắm và mọi thứ điêu tàn, đổ nát tại Hà Tiên.

### Danh sách nguồn
- Trần Hoàng Vũ, Hà Tấn Tài (2024). Mạc thị gia phả (Họ Mạc với vùng đất Hà Tiên). Nhà xuất bản Tổng hợp TP Hồ Chí Minh.